# Скоростная дорога R3 (Словакия)
Скоростная дорога R3 (словац. Rýchlostná cesta R3 — строящаяся в данный момент словацкая автотрасса, проходящая с севера на юг Словакии. В планах она должна будет пересекаться с дорогами 59, 65 и 66 первого класса. Крупнейшие города, которые она пересекает — Дольны-Кубин, Ружомберок, Мартин и Зволен. Пересекается с D1 дважды (Ружомберок-запад, Мартин).
В настоящее время построено всего 19 км дороги: участки протяжённостью 6,7 км около Трстены, 6,5 км около Оравского-Подзамка и 4,3 км около Хорны-Штубни (двухполосный объезд). Строится участок протяжённостью 1 км у Мартина к развязке Мартин-север. Дорога совпадает на протяжении 21 км с R1 между Жиар-над-Хроном и Зволеном.